# Tulipa sylvestris
Tulipa sylvestris es una planta herbácea, bulbosa, y perenne del género de los tulipanes que perteneciente a la familia Liliaceae.

## Descripción
Hierba perenne, bulbosa, de floración temprana y muy llamativa, con bulbo peloso del que sale un único escapo liso de hasta 50 cm de altura y acabando en una sola flor. Las hojas son arqueadas, canaliculadas, basales o caulinares, a veces muy retorcidas. Flores solitarias, péndulas antes de la apertura floral, erectas después. Tépalos desiguales, amarillos o anaranjados, a veces de color crema o verdosos . Filamentos estaminales  amarillos, con pelos en el tercio basal; anteras 3-15 mm, amarillas. Fruto en cápsula con semillas de 4mm.

## Hábitat
Europa naturalizada en África, Asia y Norte de América. 
Se puede encontrar en herbazales, prados, bordes de cultivo, matorrales, claros de bosque y roquedos, en substratos de
cualquier naturaleza y de 0 - 2000 m.

## Táxonomia
- Tulipa sylvestris L., Sp. Pl.: 305 (1753)[2]
  - Tulipa sylvestris subsp. australis (Link) Pamp. Boll. Soc. Bot. Ital. 1914: 114 1914.
  - Tulipa sylvestris subsp. cuspidata (Regel) Maire & Weiller in Fl. Afr. Nord 5: 104 1958.

## Sinonimia
- Lilium bononiense  E.H.L.Krause[3]
- Liriopogon sylvestre (L.) Raf.
- Tulipa abatinoi Borzì & Mattei
- Tulipa balcanica Velen.
- Tulipa florentina Baker
- Tulipa gallica Delaun. ex Loisel.
- Tulipa grandiflora Hy
- Tulipa grisebachiana Pant.
- Tulipa grisebachii Borbás
- Tulipa marshalliana Andrz. ex Baker
- Tulipa turcica Roth